# Liste de ponts de Châlons-en-Champagne
Cet article recense les ponts de la ville de Châlons-en-Champagne, pour la plupart au-dessus d’un cours d’eau, ainsi que les ouvrages d’art construits au-dessus de voies de communication.
La ville de Châlons-en-Champagne est traversée par la Marne et son Canal latéral, le Canal Saint-Martin, le Mau, le Nau, la Moivre et la Blaise.

## Ponts au-dessus de cours d'eau

### La Marne

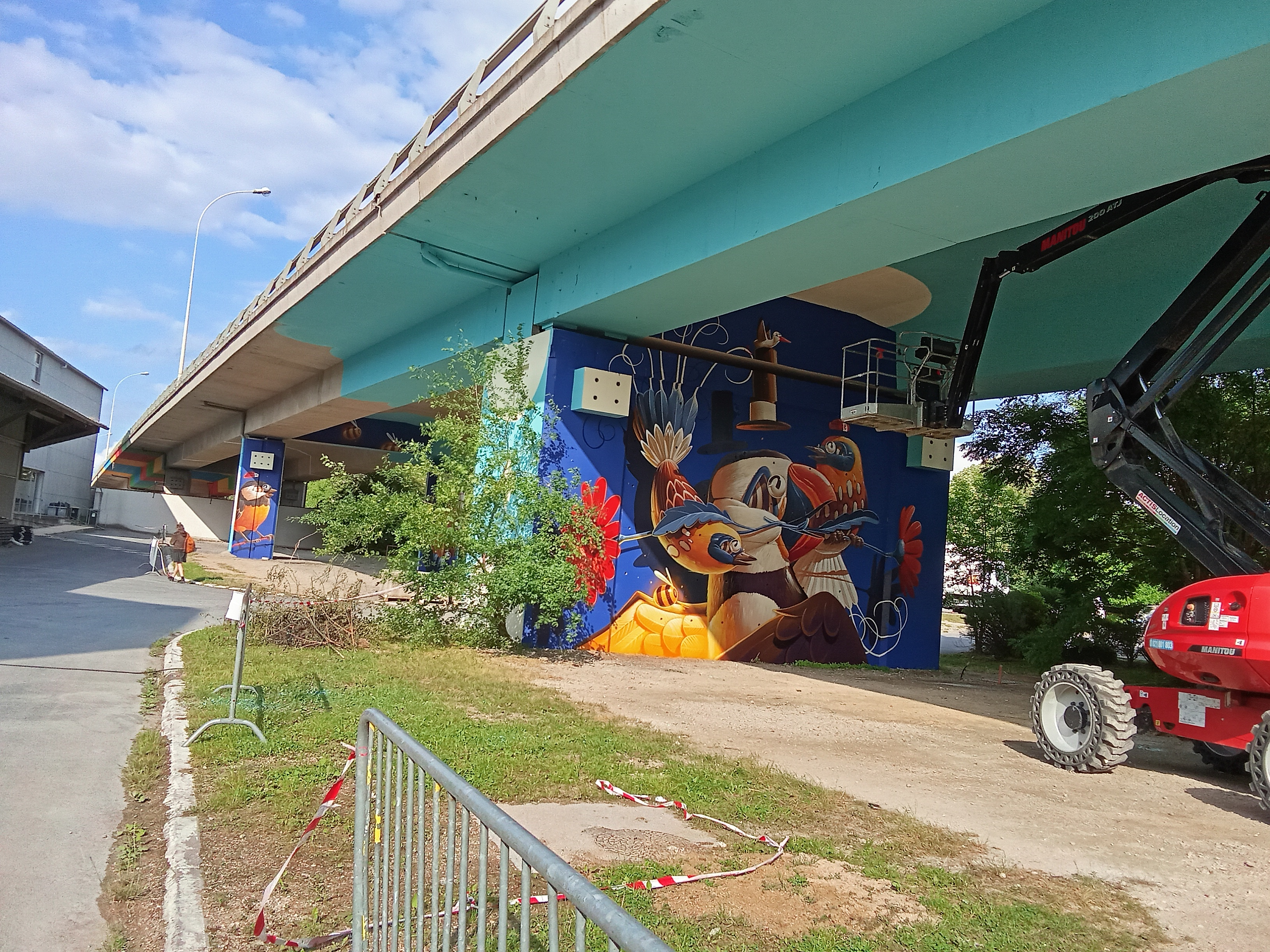
La pénétrante depuis les nouveaux bâtiments du Centre national des arts du cirque / Cnac de Châlons-en-Champagne.

- Pénétrante Urbaine - (XXe siècle) - RD 3
- Pont de Marne - (XXe siècle) - rue Jean Jaurès

### Le Canal latéral
- Pont Vert - - route de Compertrix
- Pénétrante Urbaine - (XXe siècle) - RD 3

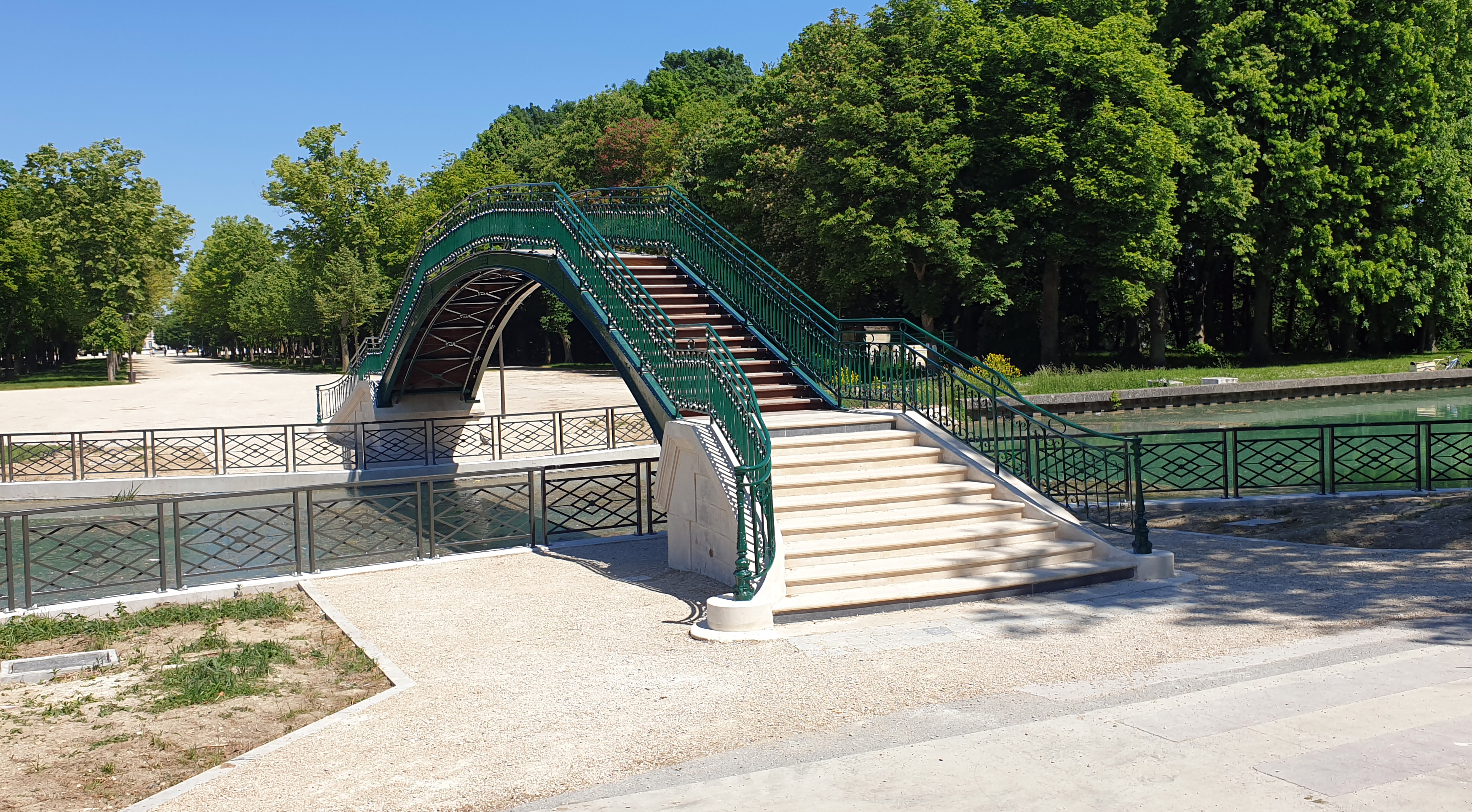
La passerelle du Grand Jard, après sa rénovation de 2021

- Pont du Canal Louis XII - - rue du Canal Louis XII
- Passerelle du Grand Jard - - piétonnière
- Pont de l'Ecluse - - rue Jean Jaurès
- Passerelle Madagascar - - piétonnière

### Le Canal Saint-Martin
- Pont Pochet - (XIXe siècle) - avenue du général Patton
- Pont Jacquesson - - rue du Docteur Maillot
- Pont Becquerelle - - avenue Henri Becquerelle

### Le Mau
- Pont du Mau - - rue des Vieilles Postes
- Pont du Mau - - avenue du général Charles de Gaulle
- Pont du Mau - - avenue du général Giraud
- Pont du Mau - - allée Voltaire
- Pont Poncelet - - rue du Cirque
- L'arche Mauvillain - (XVIe siècle) - boulevard Vaubécourt
- Pont Varin - (XIXe siècle) - rue Varin
- Pont de Jessaint - (XIXe siècle) - rue de Jessaint
- Pont Putte-Savatte - (XIXe siècle) - rue Croix des Teinturiers
- Pont de Vaux - - rue de Vaux
- Pont des Viviers - (XVIIe siècle) -
- Pont de la petite poissonnerie - (XVIIe siècle) -
- Pont des Mariniers - (XVIe siècle) - boulevard Léon Blum

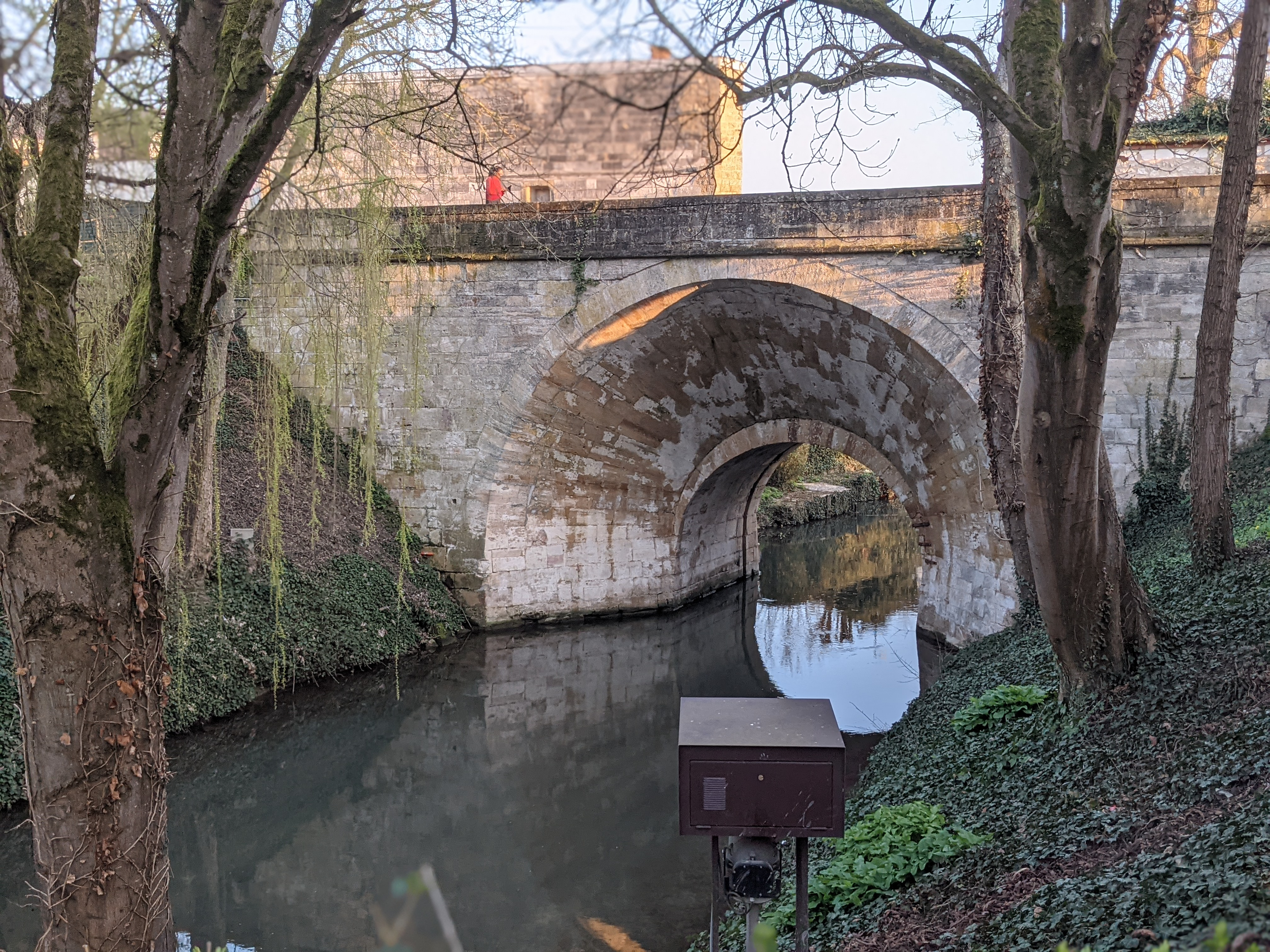
L'Arche en coquille de Mauvillain.
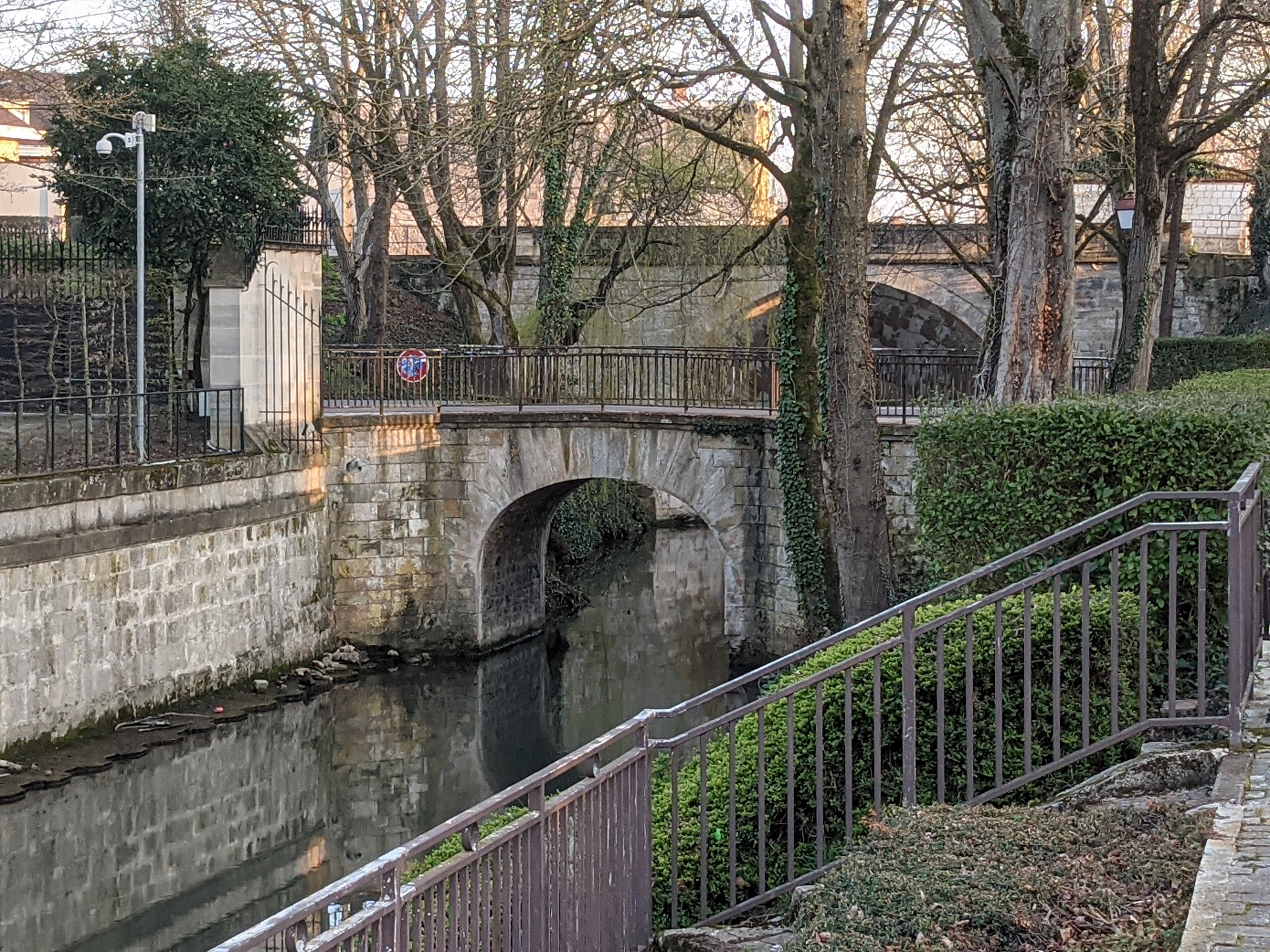
Le pont Varin et l'Arche Mauvillain en enfilade.
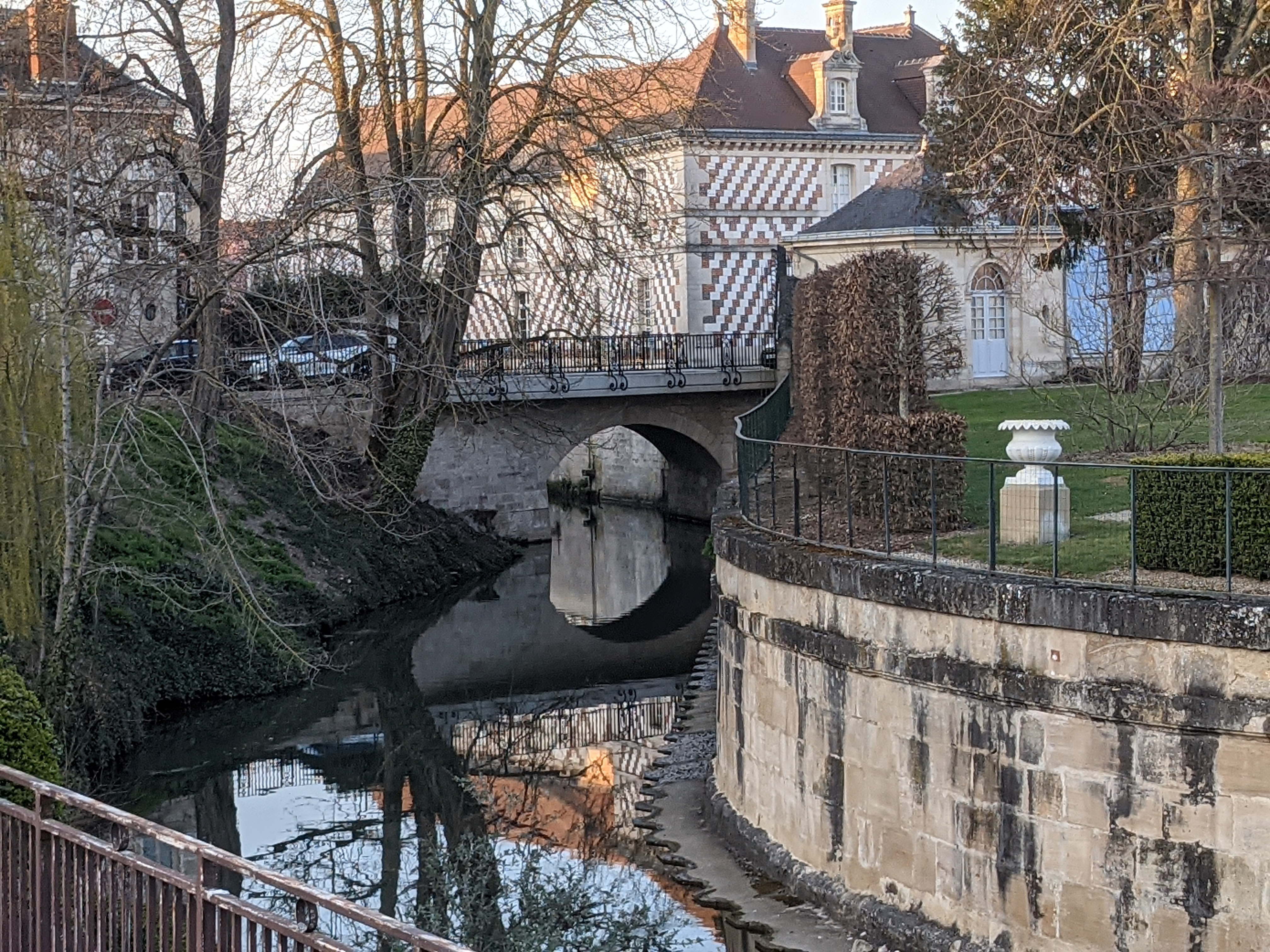
Le pont de Jessaint.
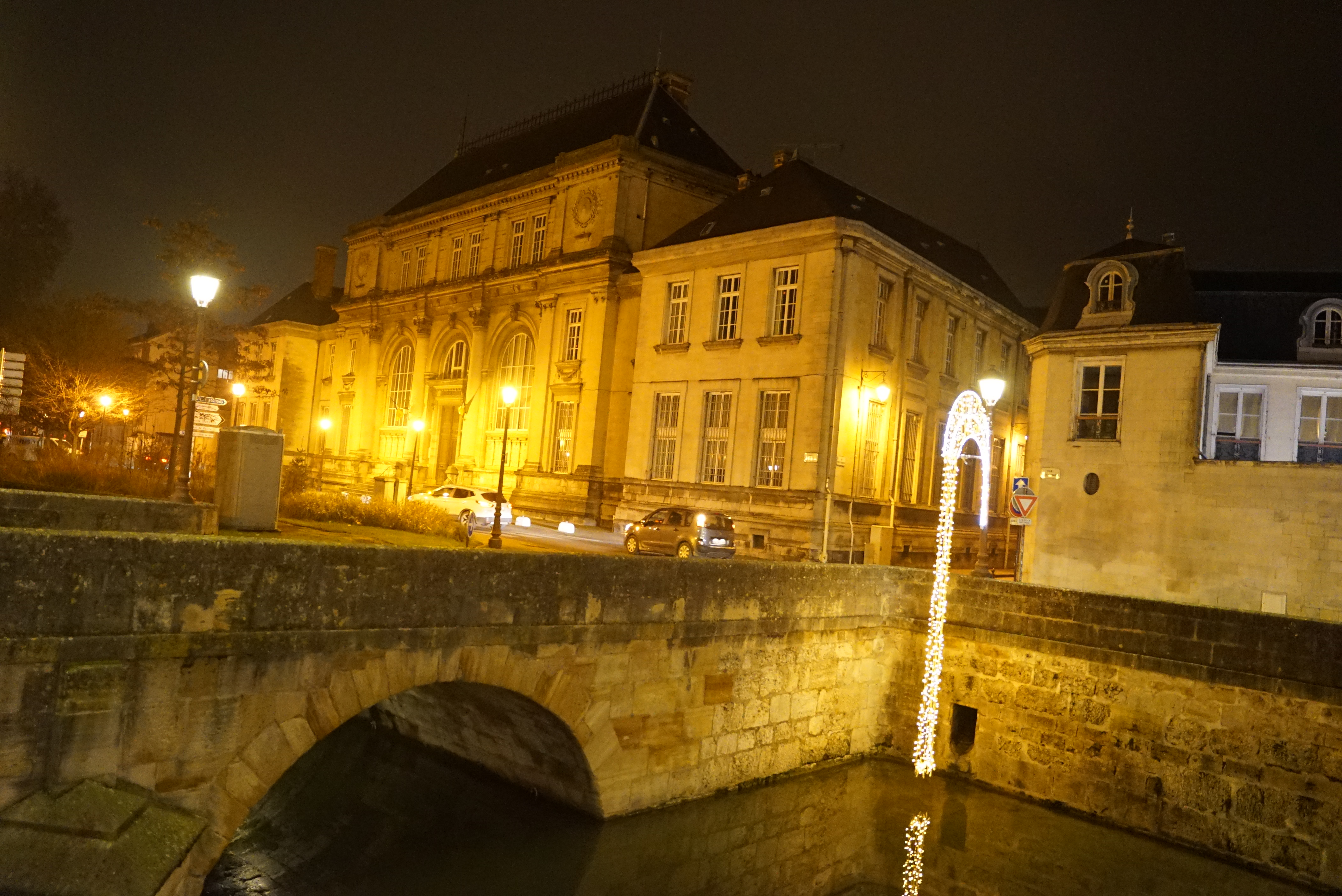
En amont du pont des Viviers.
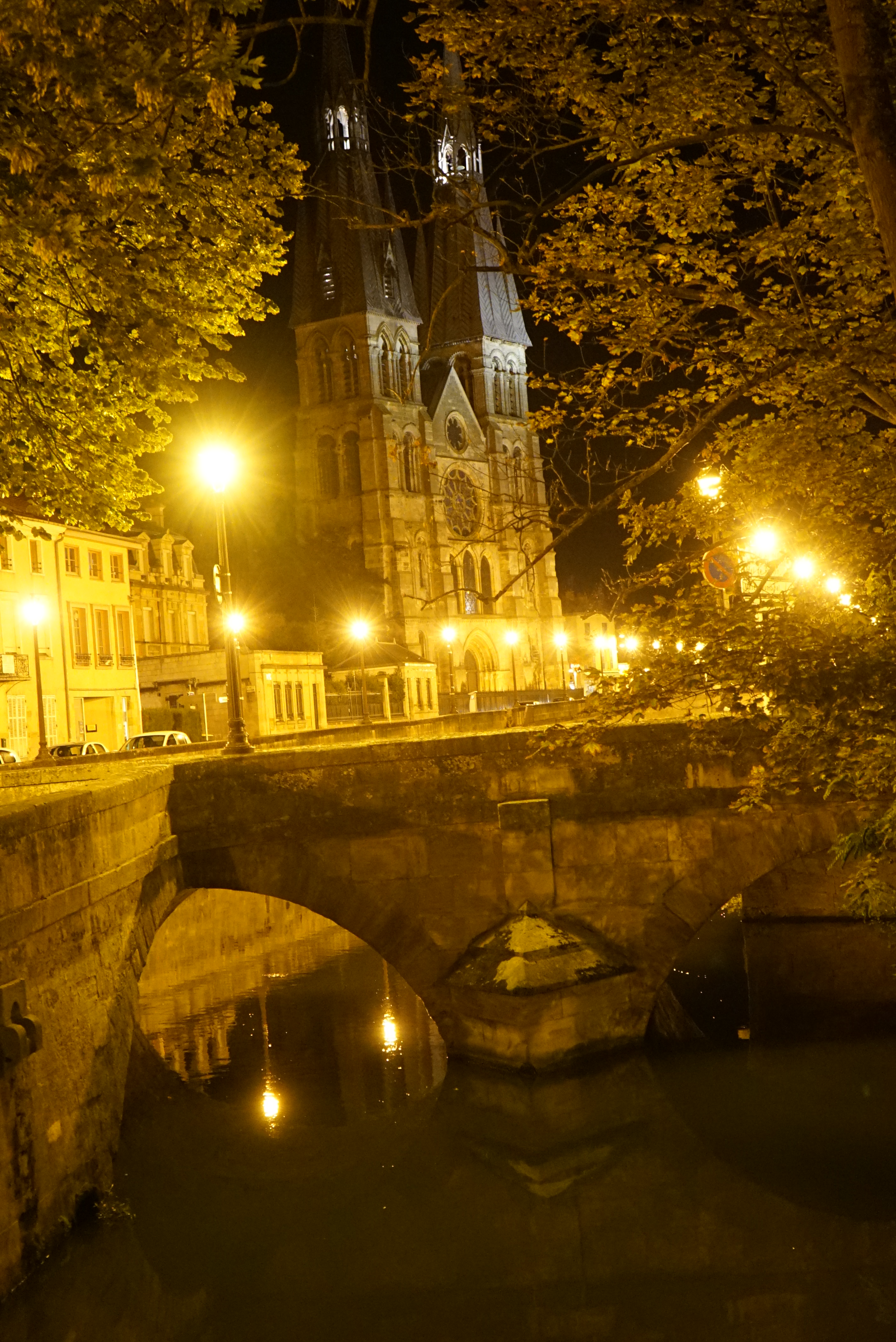
En aval du pont des Viviers.
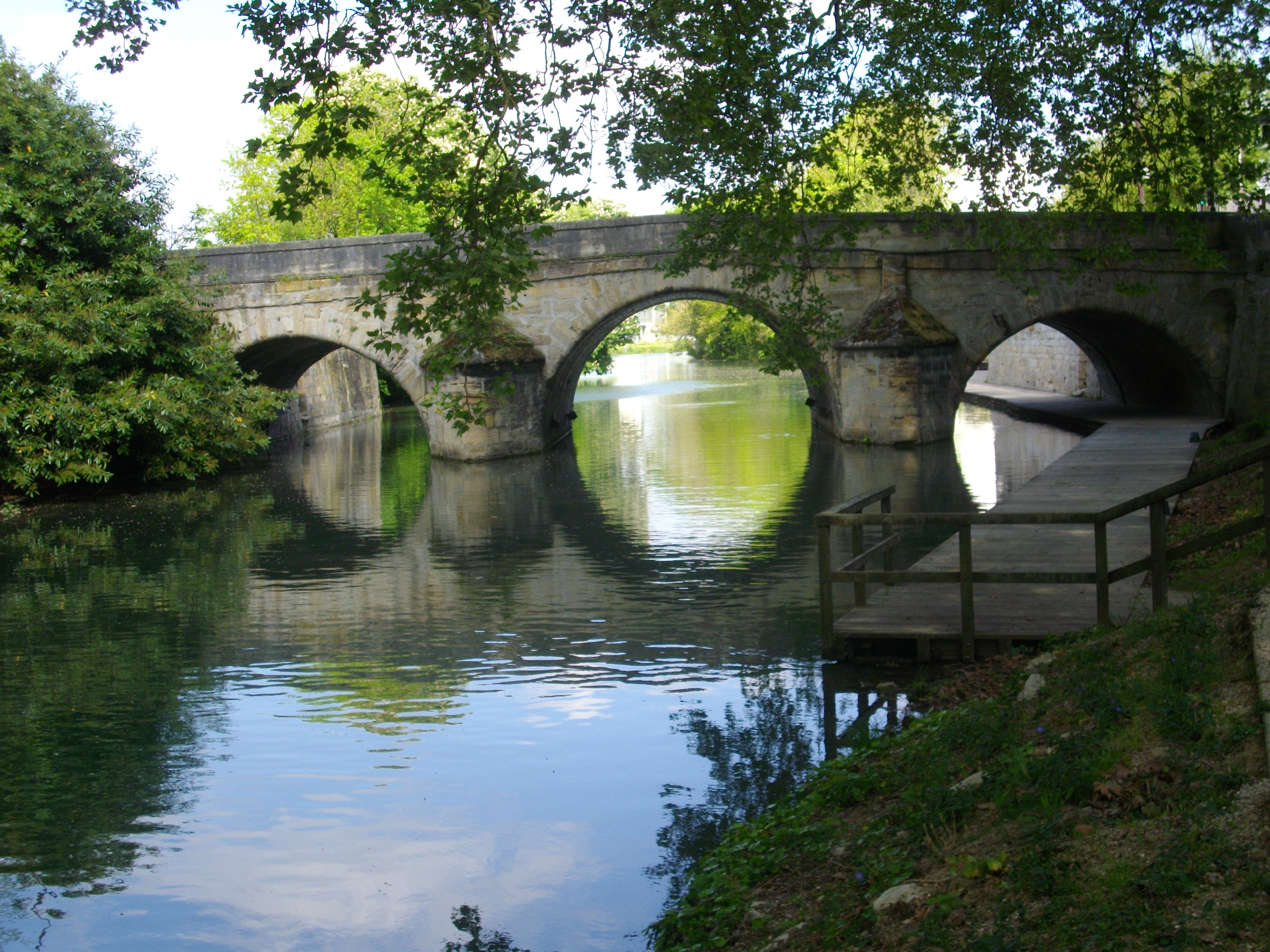
Le pont des Mariniers.

### Le Nau

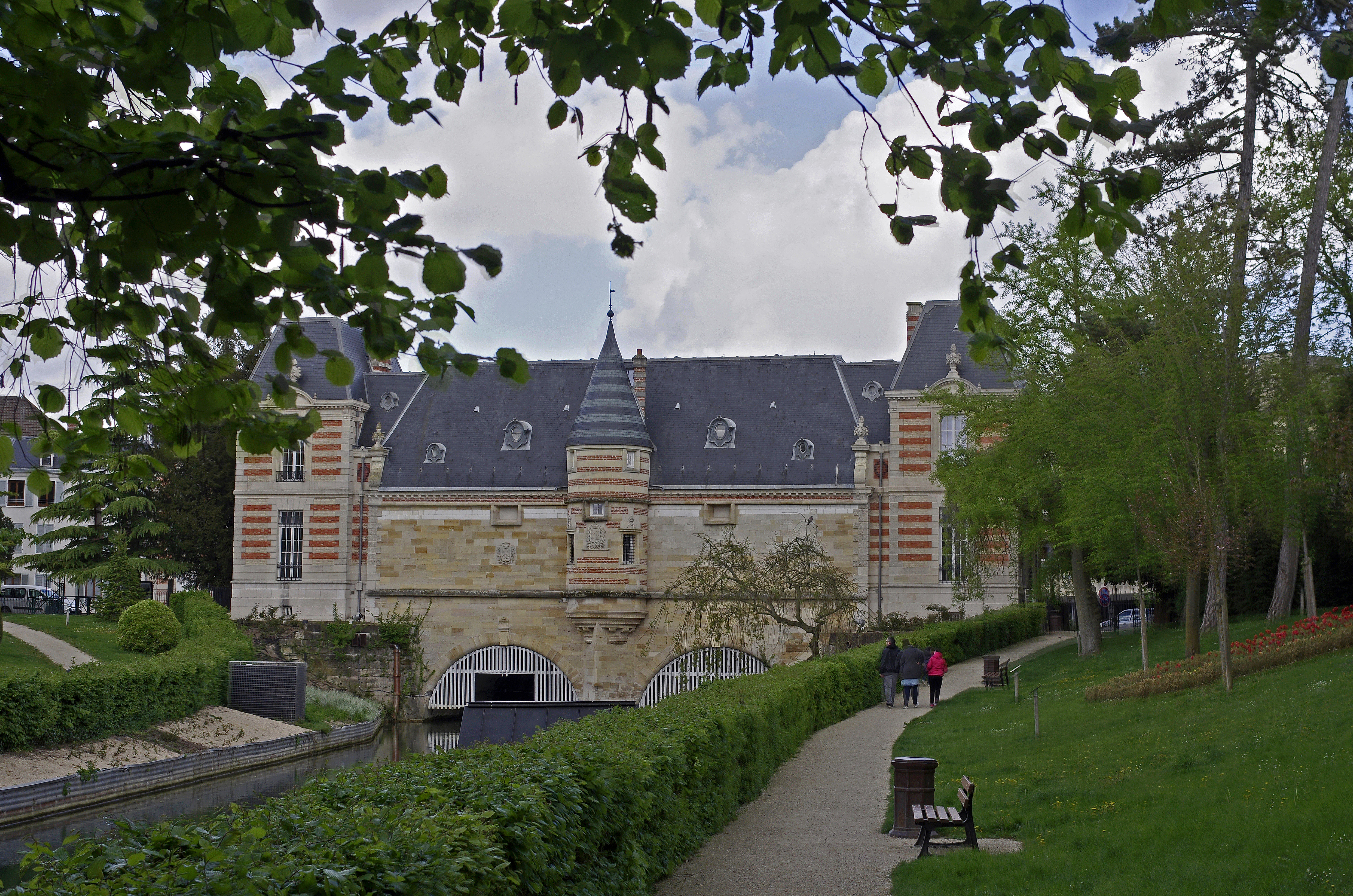
Le pont des archers, le château du marché.

- Pont Hurault - (XIXe siècle) - avenue du Maréchal Leclerc
- Pont d'Ormesson - - piétonnier
- Passerelle du petit Jard - - piétonnière
- Pont des Archers - (XVIIe siècle) - place de la Libération
- Pont du Nau - (XIXe siècle) - rue de la Marne
- Pont des Sept Moulins - - Rue des Viviers

### La Moivre

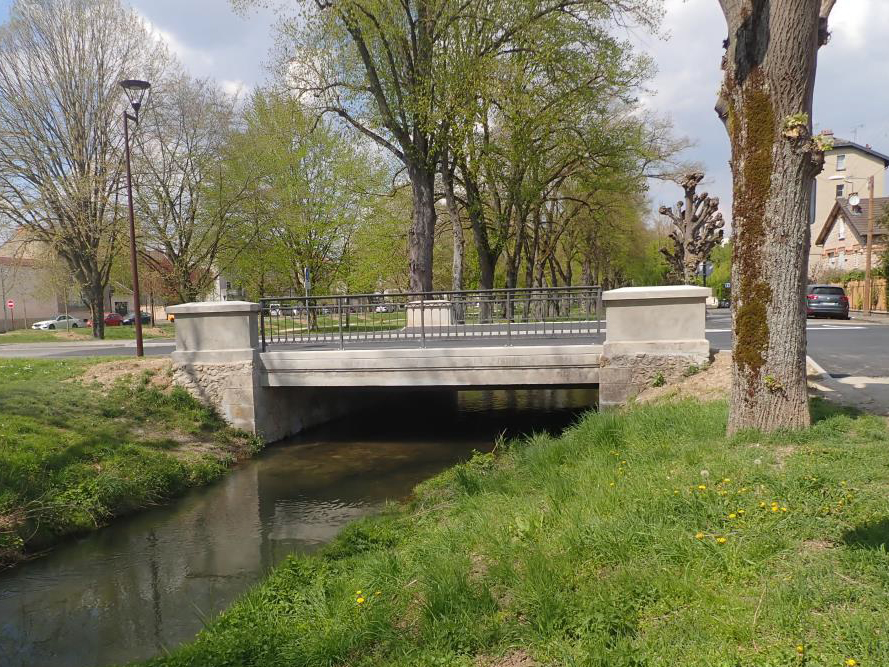
Le pont Alphonse Karr sur la Moivre

- Passerelle Piétonne - - face à la rue Paul Mouton
- Passerelle Piétonne - - square Croix Dampierre
- Pont Allée de Forêts - - allée de Forêts
- Passerelle Piétonne - - square allée de Forêts
- Pont Alphonse Karr - - allée Alphonse Karr
- Pont résidence privée - - allée de Forêts
- Pont de la Cidrerie - - rue du pont de la Cidrerie

### La Blaise
- Pont sur la Blaise - - boulevard Croix Dampierre
- Passerelle des Grévières - (XXIe siècle) - rue Camille Corot
- Pont sur la Blaise - - boulevard Croix Dampierre

### Anciens ponts
- Pont Sainte-Croix - (XVIIIe siècle) - place Sainte-Croix
- Pont Saint-Jean - (XVIIe siècle) - place Saint-Jean
- Pont des Augustins - ancienne rue de la Bassinerie
- Pont des Cordeliers - (XIIIe siècle) - rue des Cordeliers
- Pont des Chanviers - rue des Fripiers
- Pont Ruppé - route de Troyes

## Franchissement de voies ferrées
- Pont SNCF - - rue Jean Jaurès

### Sources
- Édouard de Barthélemy, Histoire de la ville de Châlons-sur-Marne et de ses institutions : depuis son origine jusqu'en 1848, Châlons, E. Laurent, imprimeur-libraire, 1854, 351 p., in-8° (lire en ligne).
- Édouard de Barthélemy, Diocèse ancien de Châlons-sur-Marne (2 tomes), 1861.
- Louis Barbat, Histoire de la ville de Chalons-sur-marne et de ses monuments : Depuis son origine jusqu'à l'époque actuelle, Paris, T. Martin, 1855-1860, 706 p., en deux tomes (texte, cartes), in-4° (lire en ligne).
- Louis Grigon, Topographie historique de la ville de Chalons-sur-Marne, Châlons-sur-Marne, Martin frères, 1889, 364 p., 1 vol. : texte et plans, in-8° (lire en ligne).
- Jean-Paul Barbier et Bruno Bourg-Broc, Rues et lieux de Châlons-en-Champagne, éd. Dominique Guéniot, 2007.